# ورگنس
ورگنس (به فرانسوی: Vergonnes) یک کمون در فرانسه است که در Canton of Pouancé واقع شده‌است.

## خصوصیات
ورگنس ۱۰٫۳۸ کیلومترمربع مساحت و ۳۰۲ نفر جمعیت دارد و ۱۰۳ متر بالاتر از سطح دریا واقع شده‌است.